# Narodi svijeta C
C
Cahuri. Ostali nazivi: Tsakhurs, sebe zovu iyhjby. Цахуры (ruski)
- Lokacija: 12 sela u Dagestanu, 7 u Azerbajdžanu
- Jezik/porijeklo: tshajhna-miz. lezginski narodi
- Populacija (2007):
- Vanjske poveznice:

Carrier
 Ceklin (Gornji i Donji), crnogorsko pleme u Riječkoj nahiji.
 Cetinje crnogorsko pleme u Katunskoj nahiji.
 Cigani →Romi
 Cova-Tuši →Baci
Chăm. Ostali nazivi: Čami
- Lokacija: Vijetnam
- Jezik/porijeklo:
- Populacija:
- Kultura:
- Vanjske poveznice:

Chipewyan
Chippewa
Chơ Ro. Ostali nazivi:
- Lokacija: Vijetnam
- Jezik/porijeklo:
- Populacija:
- Kultura:
- Vanjske poveznice:

  Chru → Chu Ru
Chu Ru. Ostali nazivi: Chru
- Lokacija: Vijetnam
- Jezik/porijeklo:
- Populacija:
- Kultura:
- Vanjske poveznice:

Chứt. Ostali nazivi:
- Lokacija: Vijetnam
- Jezik/porijeklo:
- Populacija:
- Kultura:
- Vanjske poveznice:

Co. Ostali nazivi:
- Lokacija: Vijetnam
- Jezik/porijeklo:
- Populacija:
- Kultura:
- Vanjske poveznice:

Cờ Ho. Ostali nazivi:
- Lokacija: Vijetnam
- Jezik/porijeklo:
- Populacija:
- Kultura:
- Vanjske poveznice:

Cờ Lao. Ostali nazivi:
- Lokacija: Vijetnam
- Jezik/porijeklo:
- Populacija:
- Kultura:
- Vanjske poveznice:

Cơ Tu. Ostali nazivi:
- Lokacija: Vijetnam
- Jezik/porijeklo:
- Populacija:
- Kultura:
- Vanjske poveznice:

Cống. Ostali nazivi: Cong
- Lokacija: Vijetnam
- Jezik/porijeklo:
- Populacija:
- Kultura:
- Vanjske poveznice:

Crnogorci. Ostali nazivi: Montenegrins (engleski), Черногорци (bugarski), Црногорци (srpski), Черногорцы (ruski), Karadağlılar (turski), Czarnogórcy (poljski), Montenegrolaiset (finski).
- Lokacija: poglavito Crna Gora (255,000), nadalje u još 6 zemalja: Srbija (184,000), Albanija (11,000), Bosna i Hercegovina (7,600), Hrvatska (5,100), Slovenija (4,400), Makedonija (4,100)
- Jezik/porijeklo: crnogorski jezik, slavenski jezici. O porijeklu se raspravlja. Plemena: a) Hercegovačka: Drobnjaci (s Jezerima), Uskoci, Piva, Šaranci, Nikšići, Banjani, Grahovo, Krivošije, Trebješani, Bileća, Gacko, Ljubibratići, Zupci, Rudinjani, Prijedojevići i Maleševci; b)  "sedmoro Brda": Bjelopavlići (Vražegrmci, Martinići, Pavkovići i Petrušinovići), Piperi (Crnci, Stijena i Đurkovići), Bratonožići, Kuči, Rovca, Morača (Gornja i Donja) i Vasojevići (dokomski i prekokomski); c) Primorje: Grbalj, Paštrovići, Brajići, Maine i Pobori; d) Crmnička nahija: Podgor, Dupilo, Brčeli ili Brčelo, Sotonići, Gluhi Do ili Gluhodoljani, Limljani i Boljevići; e) Lješanska nahija ima "plemena" koja se nisu do kraja formirala: Draževina, Gradac i Buronje; f) Katunska nahija ima devet plemena: Cetinje, Njeguši, Ćeklići, Bjelice, Cuce (Velje i Male), Ozrinići (Čevljani), Pješivci (Gornji i Donji), Zagarač (Gornji i Donji) i Komani (Komani i Bandići); g) Riječka nahija ima pet plemena:  Kosijeri, Dobrsko selo ili Dobrljani, Ceklin (Gornji i Donji), Ljubotinj (Gornji i Donji) i Građani,
- Populacija (2007): 471,000
- Kultura. tradicionalno stočari, uzgoj ovaca sa sezonskim migracijama u privremena stočarska naselja na planinskim pašnjacima katune. Očuvana plemenska organizacija i podjela po bratstvima.
- Vanjske poveznice:

 Cuce crnogorsko pleme u Katunskoj nahiji
Challa   	Plateau, Nigerija 
Chama (Chamawa Fitilai)   	Bauchi, Nigerija
Chamba   	Taraba, Nigerija
Chamo   	Bauchi, Nigerija
Chibok (Chibbak)   	Yobe, Nigerija
Chinine   	Borno, Nigerija
Chip   	Plateau, Nigerija
Chokobo   	Plateau, Nigerija
Chukkol   	Taraba, Nigerija